# Чаја Стојка
Чаја Стојка (Краубат, 23. мај 1933 – 28. јануар 2013) била је аустријска списатељица, сликарка, активисткиња и музичарка ромског порекла, која је преживела Холокауст.

## Биографија
Чаја Стојка је рођена у Краубату, Штајерска, 1933. године, и била је пето од шесторо деце Марије „Сиди” Риго Стојке и оца Карла Хорвата. Њена два брата, Карл и Јохан, такође су били писци и музичари.
Породица је припадала римокатоличкој заједници Ловара Рома, потичући од клана Багарешчи са очеве стране и клана Гилечи са мајчине. Бавили су се трговином коња и њихов караван је зиме проводио у Бечу, а лета путујући по Аустрији, где су могли да прате своје корене 200 година уназад. Заједно са својом мајком и четири брата, преживела је Холокауст и утамничење у Аушвицу, Равензбрику и Берген-Белзену. Њен отац је интерниран у концентрациони логор Дахау, а затим је пребачен у замак Хартхајм, где је убијен. Њен најмлађи брат Оси умро је у логору Аушвиц-Биркенау 1943. године.
Чаја је заједно са сестрама и мајком ослобођена из Берген-Белзена 1945. од стране Британаца и вратиле су се у Беч. Тамо је са дванаест година отпочела школовање од другог разреда.
Родила је двоје деце, сина 1949. године и ћерку 1951. године. Њен син Јано, џез музичар, преминуо је 1979. године. Чаја је зарађивала за живот продајући тканину и тепихе у продавници, све до 1984. године. Након тога, почела је да се бави писањем, сликањем, певањем и јавним часовима.
Од 1992. године постала је аустријска заступница за признавање геноцида над Ромима и Синти народима, уједно јавно осуђујући дискриминацију са којом се Роми и даље суочавају широм Европе.
Преминула је у Бечу 2013. у 79. години.

## Аутобиографије
Чаја Стојка је написала три аутобиографије. Прва, Wir leben im Verborgenen: Erinnerungen einer Rom-Zigeunerin (Живимо у осамљености: Исповести једне Ромкиње) објављена је 1988. године и једна је од првих популарних књижевних дела која су јавности приказала нацистички прогон ромског становништва у Аустрији. Ово издање је имало значајан одјек у јавности због своје тематике, као и због чињенице да га је жена написала, кршећи ромске обичаје. Наставила је да обрађује ову тему и у следећим делима Reisende auf dieser Welt (Путници овог света, 1992) и Träume ich, dass ich lebe (Сањам да сам жива - Ослобођена из Берген-Белзена, 2005). У издавању све три књиге учествовала је Карин Бергер као уредница.
Два Чајина брата, Карл и Монго Стојка, такође су објавила аутобиографије о искуствима своје породице током прогона Рома у Аустрији за време нацистичке власти. Карл Стојка, четврто дете у породици, написао је Auf der ganzen Welt zu Hause  (Широм света код куће) 1994. године. Монго Стојка, најстарији син у породици, написао је Papierene Kinder: Gluck, Zerstorung und Neubeginn einer Roma-Femilie in Osterreich (Деца од папира: Срећа, разарање и нови почетак ромске породице у Аустрији) 2000. године. Ове преклапајуће аутобиографије су једина прилика за упоређивање сећања чланова породице који су преживели Холокауст и разматрање „одвојених и колективних искустава великог историјског трауматичног догађаја“, будући да је само око 18% аустријских Рома преживело нацистички прогон.
Аустријска ауторка Карин Бергер, уредница неколико књига Чаје Стојке, позната је и као филмска ауторка и објавила је два документарна филма о животу и делу Чаје Стојке:
- [8]
- [9]

Чаја Стојка се такође појављује у документарном филму Forget Us Not (Не заборавите нас), који прати неколико нејеврејских особа које су преживеле Холокауст.

## Уметност
Стојка је почела да слика у 56. години користећи неконвенционалне алате за сликање попут прстију и чачкалица. Радила је са „свиме што се нађе између [њених] прстију“, укључујући картон, тегле, разгледнице и слано тесто.
Њено дело је укорењено у немачком експресионизму и народној уметности, а приказује логоре смрти, као и „идиличне“ слике породичног живота у њиховим осликаним кочијама пре Холокауста. Ретроспективна изложба 2014. „Било нас је срамота“ њен рад описала је као два циклуса. Први, под називом „Чак се и смрт плаши Аушвица“, приказује њена сећања на концентрационе логоре и састоји се првенствено од цртежа црно-белих мастила и сразмерно мало уљаних слика. Други „Светли циклус“ укључује живописне уљане слике природе, пејзажа, ромских кочија, плеса и породице.
Њена дела су излагана широм Европе, у Јапану и у Сједињеним Државама.
Такође је објавила компакт-диск са песмама Ловара Рома под називом Ме Диклем Суно („Сањала сам“).
Током 2018. године отворен је Међународни фонд Чаја Стојка, који је допринео знању и међународном утицају рада Чаје Стојке (1933-2013). Изложбе у Француској (Марсеј, Париз) „Чаја Стојка, ромска уметница из овог века“ уз подршку Фондације Антоана де Галберта и Аустријског културног форума инспирисале су стварање Фонда. Фонд окупља личности које, од суштинског сусрета Чаје Стојке и Карин Бергер (ауторке и ауторке филма) 1986. године, доприносе међународном препознавању и промоцији њеног рада. Залагање Чаје Стојке као активисткиње, уметнице и портпарола довело је до студије и изложбе њених дела у Европи, Јапану и САД. То је омогућено захваљујући великом броју посвећених кустоса, стручњака, научника и пријатеља.

## Награде
- Награда Бруна Креиског за политичку књигу за Wir leben im Verborgenen (1993)
- Награда Јозеф Фелдер за грађанске заслуге и рад у општем интересу (2000)
- Златна медаља за заслуге коју додељује Савезна држава Беч (2001)

## Дела
- Wir leben im Verborgenen. Erinnerungen einer Rom-Zigeunerin (1988)
- Reisende auf dieser Welt (1992)
- Meine Wahl zu schreiben - ich kann es nicht (2003)
- Me Diklem Suno (Audio-CD)
- Träume ich, dass ich lebe? Befreit aus Bergen-Belsen (2005)
- Auschwitz ist mein Mantel (збирка цртежа, слика и песама, 2008)
- Sogar der Tod hat Angst vor Auschwitz (2014)
- Ceija Stojka. Une artiste rom dans le sieclе (Maison Rouge,2018)